# Ford Prefect (bil)
Ford Prefect är en serie personbilar, tillverkade av biltillverkaren Fords brittiska dotterbolag mellan 1938 och 1961.

## Ford 7W (1937–38)
Ford 7W var, tillsammans med den mindre systermodellen 7Y, den första bil som konstruerats av brittiska Ford i Dagenham. Bilen introducerades våren 1937 och var i praktiken en uppdatering av företrädaren Model C, med ny kaross och bättre bromsar.

## E93A (1938–49)
Redan efter ett drygt år kom den modifierade Ford Prefect E93A, med bland annat en ny kylarmaskering. Före andra världskriget byggdes både två- och fyrdörrarskarosser samt en öppen tourer, men efter kriget återkom endast fyrdörrars sedanen.

## E493A (1949–53)
1949 presenterades den uppdaterade Ford Prefect E493A. Bilen hade nu fått strålkastarna inbyggda i framskärmarna och körriktningsvisare, men under skalet fanns fortfarande ett separat chassi med stela hjulaxlar upphängda i tvärliggande bladfjädrar och mekaniska bromsar.

## 100E (1953–59)
1953 introducerades Ford Prefect 100E. Det var en helt nykonstruerad bil med självbärande kaross, individuell hjulupphängning fram med MacPherson fjäderben och hydrauliska bromsar. De enda komponenterna som följde med från företrädaren var den trötta sidventilsmotorn och den treväxlade växellådan. 1955 kompletterades utbudet med kombimodellen Ford Squire.

## 107E (1959–61)
1959 kom den uppdaterade Ford Prefect 107E. Bilen hade nu fått den moderna toppventilsmotorn och fyrväxlad växellåda från Anglia 105E, men i övrigt lämnades den oförändrad och efterträddes slutligen av Classic-modellen 1961.

## Bilder

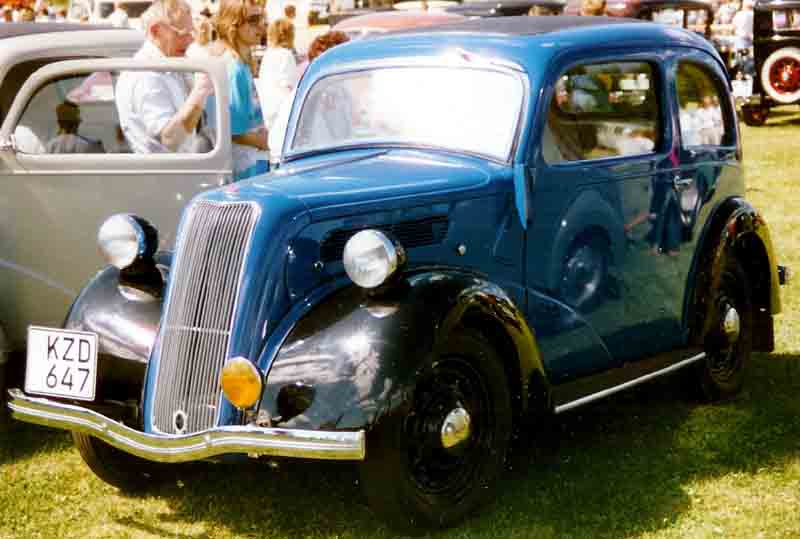
7W
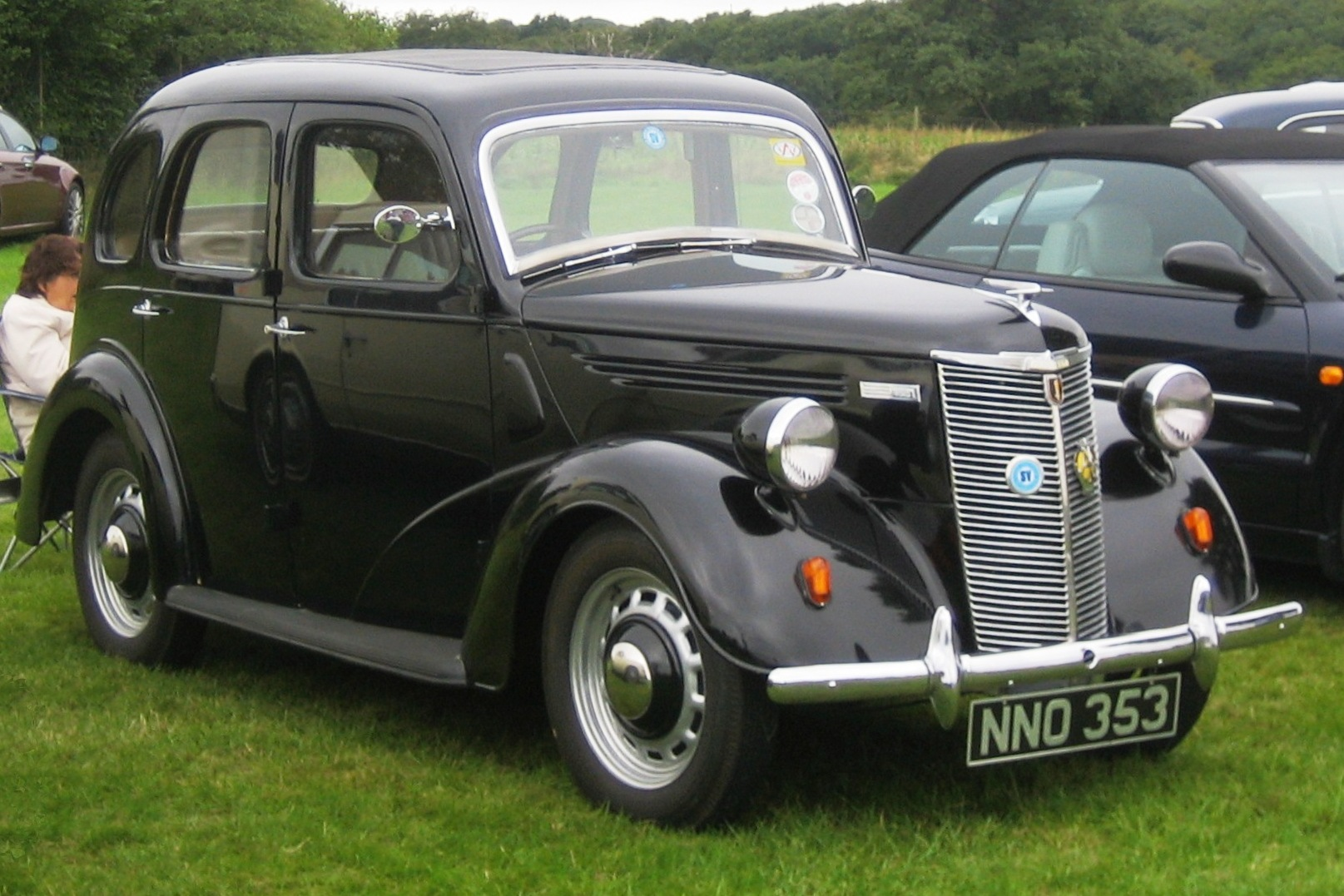
Prefect E93A
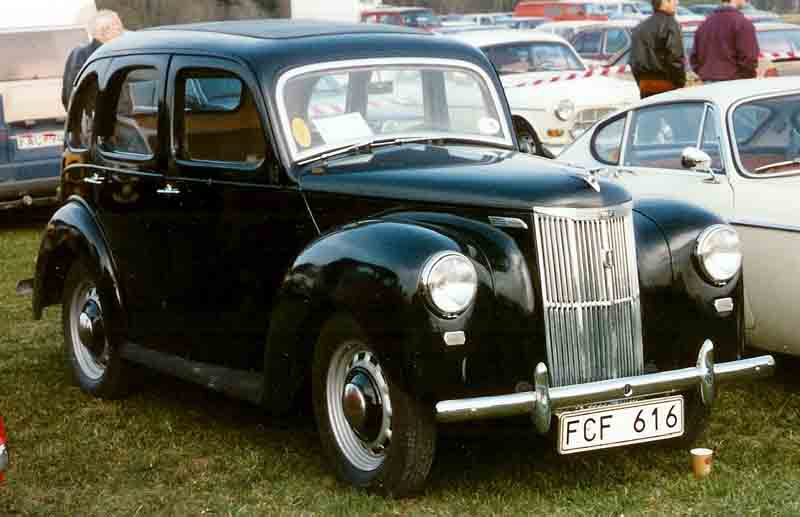
Prefect E493A
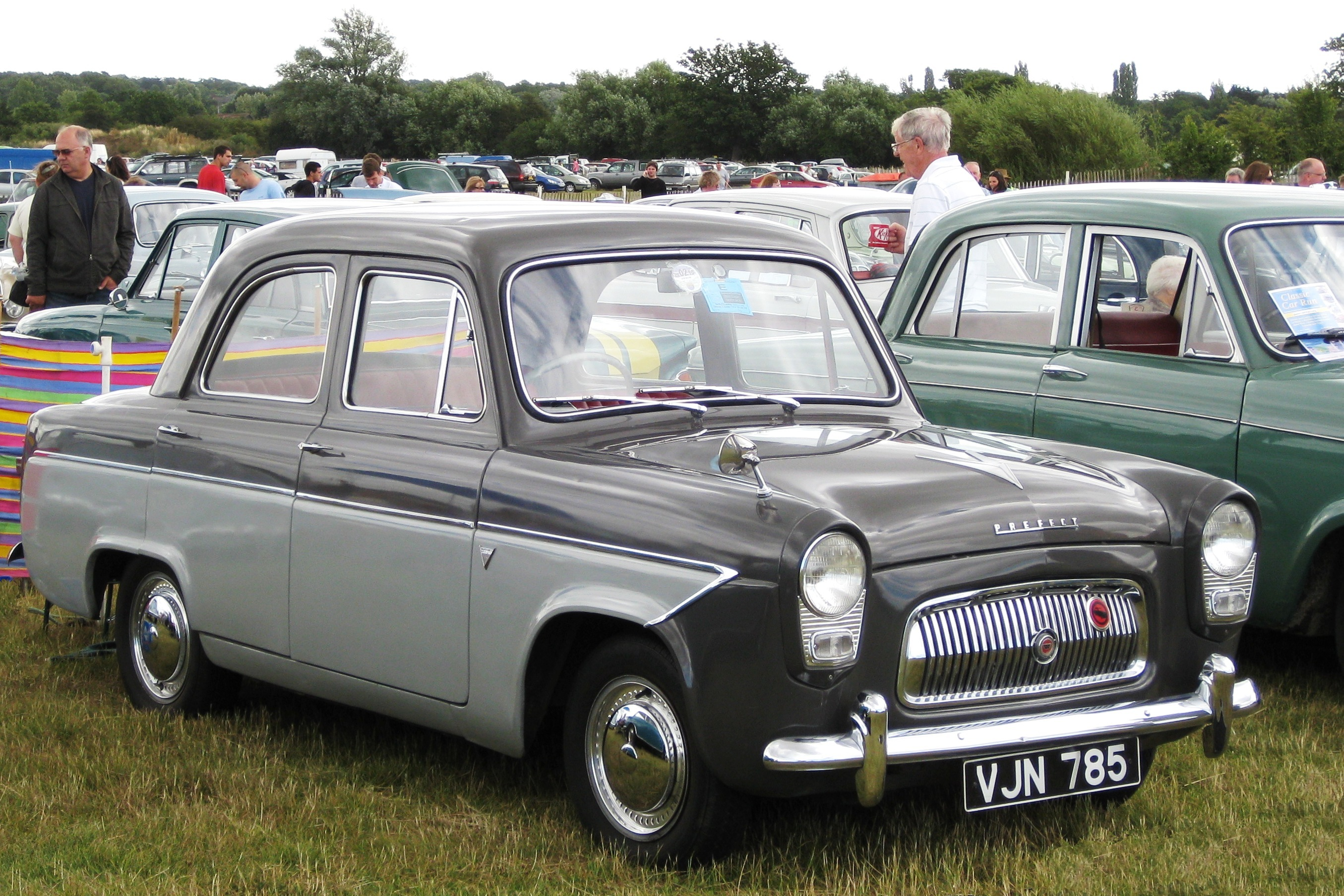
Prefect 107E